# San Teodoro (Mindoro Oriental)
San Teodoro  de Subaán es un municipio filipino de cuarta categoría perteneciente a la provincia isleña de Mindoro Oriental en Mimaropa. 
Con una extensión superficial de 341,00 km²,  tiene una población de 15.810 personas que habitan en 3.227 hogares. 
Su alcalde es  Apollo E. Feraren.
Para las elecciones a la Cámara de Representantes está encuadrado en el Primer Distrito Electoral de esta provincia.

## Geografía
Situado al norte de la isla de Mindoro, linda al norte con el paso de Isla Verde, al sur con el municipio de Santa Cruz, al este con el municipio de Baco y al oeste con el de Puerto  Galera.

## Barrios
El municipio  de San Teodoro se divide, a los efectos administrativos, en 8  barangayes o barrios, conforme a la siguiente relación:
| Barrio      | Urbano/Rural | Población (2010) |
| ----------- | ------------ | ---------------- |
| Bigaán      | Rural        | 1,412            |
| Caagutayán  | Rural        | 2,054            |
| Calangatán  | Rural        | 2,044            |
| Calsapa     | Rural        | 2,433            |
| Ilag        | Urban        | 1,734            |
| Lumangbayán | Urban        | 2,235            |
| Población   | Urban        | 1,734            |
| Tacligán    | Rural        | 2,164            |

## Historia
San Teodoro era conocida como "Subaán" durante los tiempos de los españoles, aunque  la sede del gobierno local se encontraba en  lo que hoy es Lumangbayan. 
Tanto Subaán como la localidad vecina de  Baco, eran "visitas" de Calapán.
En 1852, tanto Subaán como  Baco se anexaron de nuevo a Calapán.
A finales del siglo XIX  Subaán tenía cuatro cabezerias: Ylag, Tacligan, Bigaan y Pauican´. La capital estaba en Lumangbayan,  que a su vez tenía 7  sitios: Agbiray, Calabugao, Bulaso, Calero, Calumpang, Tanak y Tubigán. 
Por Ley N º 3498, aprobada por el Congreso el 8 de diciembre de  1928,  San Teodoro, Baco y Mansalay fueron declarados  municipios independientes.

## Patrimonio
Iglesia parroquial católica bajo la advocación de  la Inmaculada Concepción, consagrada en 1951.
Forma parte del Vicariato de la Inmaculada Concepción en  la Vicaría Apostólica de Calapán sufragánea  de la Arquidiócesis de Lipá.
Misiones entre los mangyan, Tribu Iraya en el barrio de Población.